# Mother Tongue
Mother Tongue es una canción de la banda de rock británica Bring Me the Horizon. Producido por el vocalista de la banda Oliver Sykes y el tecladista Jordan Fish, aparece en el sexto álbum de estudio de 2019 Amo. La canción fue el 22 de enero de 2019 y fue lanzada como el cuarto sencillo del álbum.

## Composición y letra
Según Jordan Fish, "Mother Tongue" es la continuación de "Drown". La canción es una canción de amor dedicada a la esposa de Oliver Sykes, Alissa Salls. Fish habló sobre la canción:

"A nivel vocal, es una canción bastante grande. Hay un poco de portugués ahí, lo cual es bastante inusual. Es una canción bastante grande y anémica. Probablemente sea lo más parecido a "Drown" en este álbum. Es una canción de amor, así que es una canción emocional"

## Posiciones
| Lista (2019)                          | Posición |
| ------------------------------------- | -------- |
| Nueva Zelanda (Hot Singles) (RMNZ)    | 27       |
| Reino Unido (UK Singles Chart)        | 68       |
| Reino Unido (UK Rock & Metal Singles) | 4        |
| República Checa (Rádio Top 100)       | 16       |